# National Film Board of Canada
Das National Film Board of Canada, (englisch, NFB) bzw. wegen der staatlichen kanadischen Zweisprachigkeit gleichberechtigt auch Office national du film du Canada (französisch, ONF), ist die staatliche Filmbehörde Kanadas mit Sitz in Montreal. Ihre Aufgabe ist es, die kulturelle und gesellschaftliche Darstellung des Landes zu fördern. Das NFB tritt als Filmproduzent und -verleiher auf und betreibt Filmstudios, Animationsfilmstudios und Archive. Die 1939 gegründete Bundesbehörde mit gleichberechtigten Produktionszweigen für englisch- und französischsprachige Filme untersteht dem Kunst- und Kulturministerium. Einige Produktionen des NFB haben zahlreiche Preise gewonnen, darunter zwölf Oscars.

## Auftrag

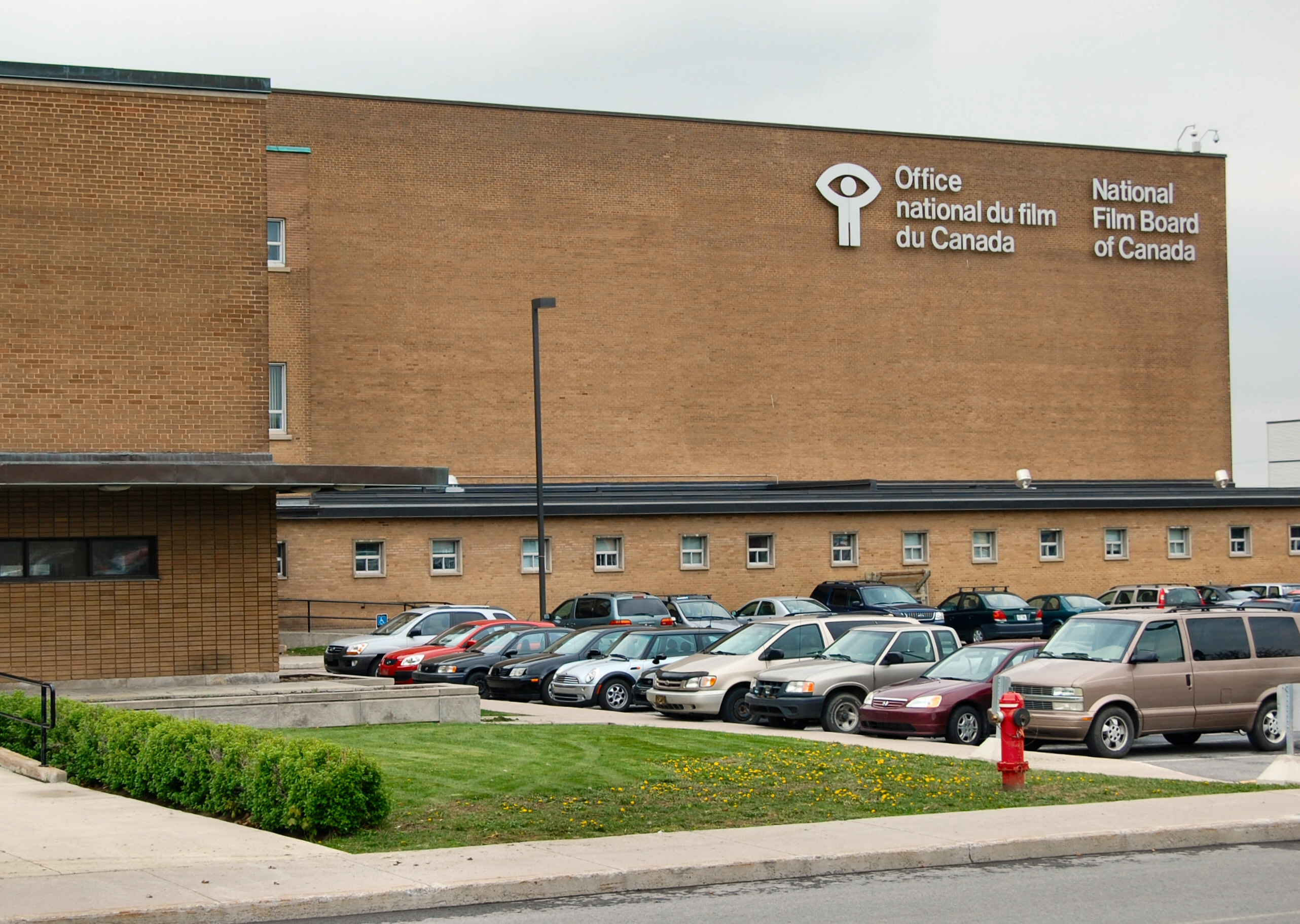
Verwaltungsgebäude in Montreal

Der Auftrag des NFB ist es, audiovisuelle Werke zu produzieren und zu vertreiben, die Diskussionen und Debatten über Themen auslösen, die beim kanadischen Publikum sowie in ausländischen Märkten auf Interesse stoßen, die das kreative Potenzial der audiovisuellen Medien erforschen sowie Anerkennung für Spitzenleistungen, Relevanz und Innovation gewinnen.
Um diesen Auftrag zu erfüllen, hat das NFB eine Liste von primären und sekundären Zielen definiert. Die primären Ziele sind:
- Werke schaffen, die Kanadas sprachliche Dualität und kulturelle Vielfalt widerspiegeln
- Filme und audiovisuelle Werke über Themen schaffen, die von allgemeinem Interesse sind oder ein Nischenpublikum ansprechen
- Unterstützung innovativer und experimenteller Projekte in neuen und interaktiven Medien
- Ausschöpfen des audiovisuellen Erbes des NFB

Zu den sekundären Zielen gehören:
- Ausstrahlen von NFB-Filmen auf nationalen Fernsehstationen und Spartenprogrammen
- Entwicklung und Unterhalt eines e-Commerce-Systems, um Produkte direkt an kanadische und internationale Kunden zu verkaufen
- Entwicklung und Diversifizierung von Märkten für NFB-Produkte

## Struktur

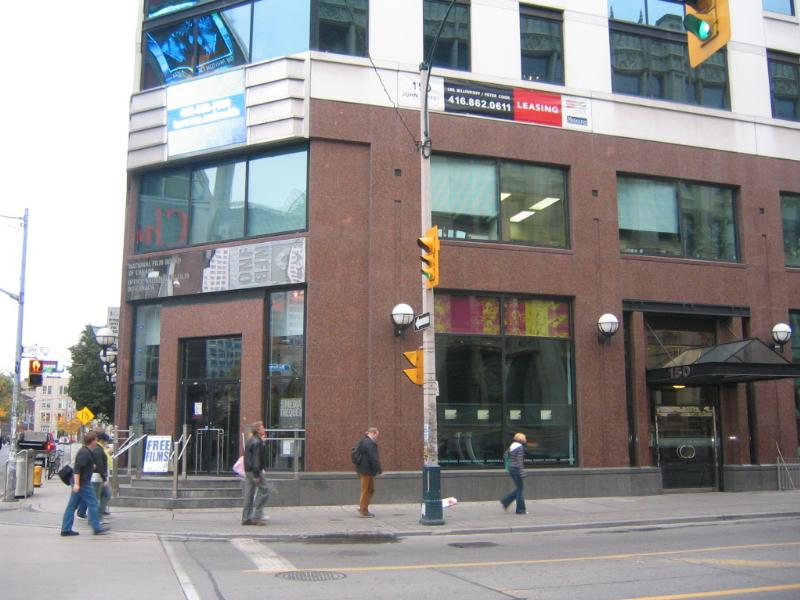
Mediatheque (Toronto)

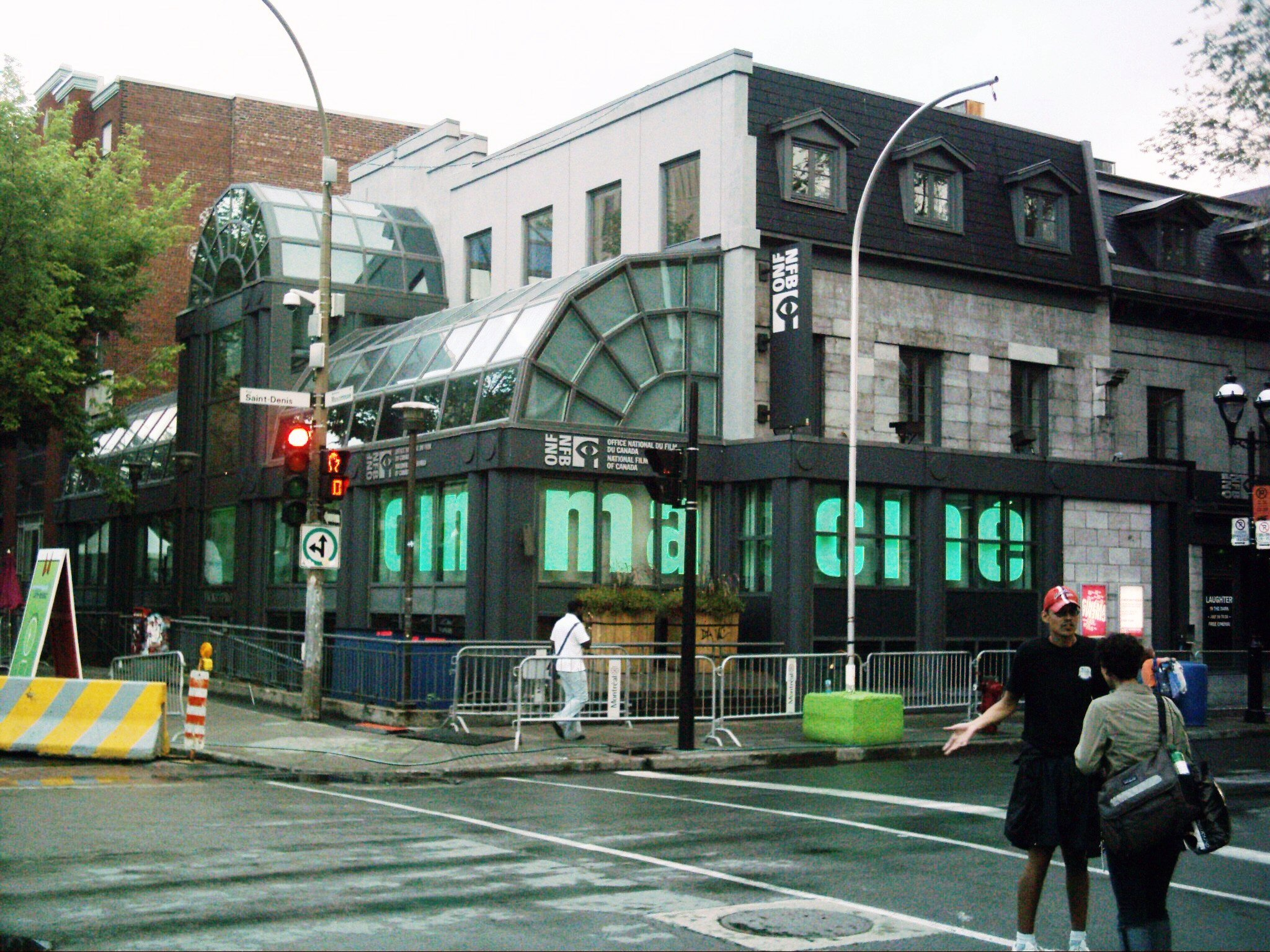
CineRobotheque (Montreal)

Der Sitz befindet sich in Montreal, genauer im Stadtteil Saint-Laurent. Der umliegende Wahlbezirk ist nach Norman McLaren benannt, dem Animationspionier des NFB. Öffentlich zugängliche interaktive Filmzentren befinden sich in den Stadtzentren von Toronto (NFB Mediatheque) und Montreal (NFB CineRobotheque). New York City und Paris sind Standorte internationaler Distributionszentren. Zusätzlich zu den englisch- und französischsprachigen Studios im Montrealer Hauptquartier gibt es weitere Produktionsstandorte. Englischsprachige Produktionen entstehen auch in Toronto (Ontario Centre), Vancouver (Pacific & Yukon Centre), Edmonton (North West Centre), Winnipeg (Prairie Centre) und Halifax (Atlantic Centre). Seit Oktober 2009 betreibt das Atlantic Centre auch eine Niederlassung in St. John’s (Neufundland).
Außerhalb Québecs entstehen französischsprachige Produktionen auch in Moncton (Studio Arcadie). Das NFB bietet unabhängigen Filmemachern Unterstützung an, durch die Förderprogramme Filmmaker Assistance Program (englisch) und Aide du cinéma indépendant (französisch).
Zur Erfüllung seiner Aufgaben beschäftigt das Board 389 (Stand: 31. März 2016) Mitarbeiter.

## Geschichte
1938 lud die kanadische Regierung den britischen Dokumentarfilmer John Grierson ein, die Lage der staatlichen Filmproduktion zu untersuchen. Bis dahin war das 1918 gegründete Canadian Government Motion Picture Bureau der wichtigste Produzent kanadischer Filme gewesen. Die Ergebnisse von Griersons Studie flossen im nationalen Filmgesetz von 1939 ein, das zur Gründung des NFB führte. Insbesondere sollte damals Propagandamaterial zur Unterstützung der kanadischen Teilnahme am Zweiten Weltkrieg produziert werden.
1940 begann das NFB mit dem Vertrieb von Canada Carries On, einer Reihe von Propaganda-Kurzfilmen, mit denen die Moral erhöht werden sollte. Der Erfolg dieser Filmreihe führte zur Produktion von The World in Action, die der US-amerikanischen Filmwochenschau The March of Time nachempfunden war und sich mehr an ein internationales Publikum richtete. 1941 begann Norman McLaren mit dem Aufbau der Animationsabteilung, im darauf folgenden Jahr erhielt Churchill’s Island von Stuart Legg als erste NFB-Produktion einen Oscar. In den 1940er und frühen 1950er Jahren beschäftigte das NFB „reisende Filmvorführer“, die sich in entlegene ländliche Gebiete begaben, Filme vorführten und Diskussionsrunden leiteten.
Eine Revision des nationalen Filmgesetzes im Jahr 1950 entfernte jeglichen direkten Einfluss der Regierung in den Betrieb und die Verwaltung des NFB. Der 1952 von Norman McLaren gedrehte und mit einem Oscar ausgezeichnete Kurzfilm Neighbours machte die Pixilation-Filmtechnik bekannt. 1956 verlegte das NFB seinen Hauptsitz von Ottawa nach Saint-Laurent, damals noch ein eigenständiger Vorort von Montreal. Bis 1967 war das NFB auch für die Entwicklung der kanadischen Filmindustrie zuständig. Diese Aufgabe wurde an die Canadian Film Development Corporation (heute Telefilm Canada) ausgelagert.
1974 eröffnete das NFB im Zusammenhang mit dem Internationalen Jahr der Frau das Studio D. Es handelte sich dabei um das weltweit erste Studio, das weiblichen Filmemachern vorbehalten war. Das Studio D hatte eine betont feministische Ausrichtung und entwickelte sich zu einer der erfolgreichsten Abteilungen. Drei Filme dieses Studios gewannen einen Oscar: I’ll Find a Way von Beverly Shaffer, If You Love This Planet von Terre Nash und Flamenco at 5:15 von Cynthia Scott. Hinzu kamen zahlreiche weitere Auszeichnungen. 1996 war das NFB von einer massiven Budgetkürzung betroffen und musste aus diesem Grund unter anderem das Studio D schließen.

## Leiter des NFB
- John Grierson (1939–1945)
- Ross McLean (1945–1950)
- William Arthur Irwin (1950–1953)
- Albert Trueman (1953–1957)
- Guy Roberge (1957–1966)
- Grant McLean (1966–1967)
- Hugo McPherson (1967–1970)
- Sydney Newman (1970–1975)
- André Lamy (1975–1979)
- James de Beaujeu Domville (1979–1984)
- François N. Macerola (1984–1988)
- Joan Pennefather (1988–1994)
- Sandra M. Macdonald (1995–2001)
- Jacques Bensimon (2001–2006)
- Tom Perlmutter (2007–2013)
- Claude Joli-Coeur (seit 2014)

## Auszeichnungen

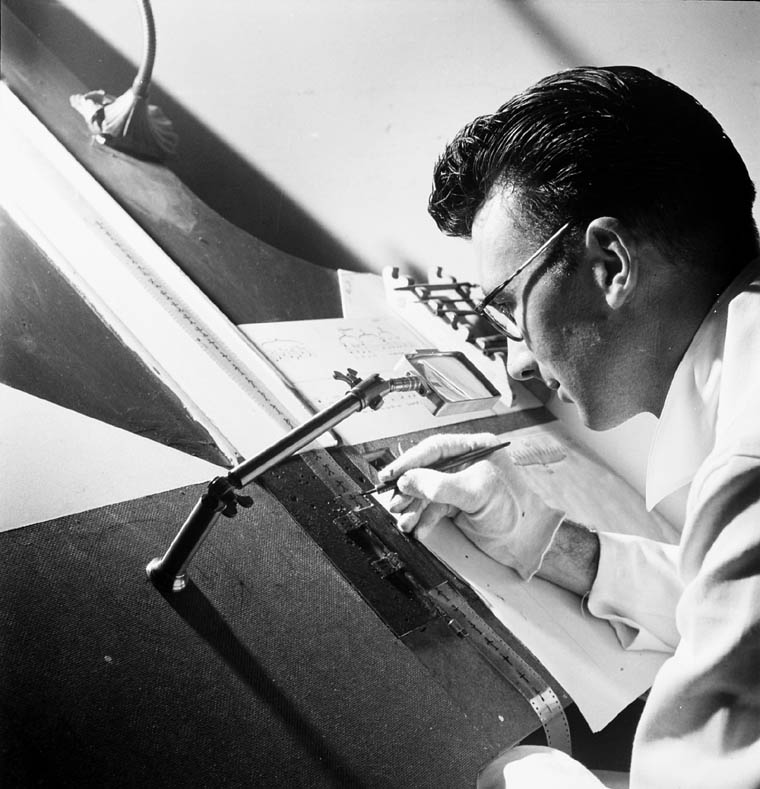
Norman McLaren, 1944

Über die Jahre wurde das NFB weltweit mit mehr als 5000 Filmpreisen ausgezeichnet. Die UNESCO nahm 2009 den Kurzfilm Neighbours von Norman McLaren in das Weltdokumentenerbe auf. Das NFB hat mehr als 90 Genie Awards erhalten, darunter 1989 aus Anlass des 50-jährigen Jubiläums einen Ehren-Genie für besondere Leistungen.
Insgesamt wurden 70 Eigenproduktionen für einen Oscar nominiert, von denen zwölf die wichtigste Auszeichnung der Filmbranche erhielten:
- 1942: Bester Dokumentar-Kurzfilm, Churchill’s Island (Stuart Legg)
- 1953: Bester Dokumentar-Kurzfilm, Neighbours (Norman McLaren)
- 1977: Bester animierter Kurzfilm, The Sand Castle (Co Hoedeman)
- 1978: Bester Kurzfilm, I’ll Find a Way (Beverly Shaffer)
- 1978: Bester animierter Kurzfilm, Special Delivery  (Eunice Macaulay und John Weldon)
- 1979: Bester animierter Kurzfilm, Every Child (Eugene Fedorenko)
- 1982: Bester Dokumentar-Kurzfilm, If You Love This Planet (Terre Nash)
- 1983: Bester Dokumentar-Kurzfilm, Flamenco at 5:15 (Cynthia Scott)
- 1989: Ehrenoscar zum 50. Gründungsjubiläum
- 1995: Bester animierter Kurzfilm, Bob’s Birthday (Alison Snowden und David Fine)
- 2005: Bester animierter Kurzfilm, Ryan (Chris Landreth)
- 2007: Bester animierter Kurzfilm, The Danish Poet – Eine Liebesgeschichte (Torill Kove)